# A Flock of Seagulls (álbum)
A Flock of Seagulls es el álbum debut homónimo de la banda new wave A Flock of Seagulls. Fue lanzado el 28 de abril de 1982 bajo los sellos Jive records/Arista Records y contó con el gran éxito internacional del sencillo I Ran (So Far Away), que alcanzó el Top 10 en los Estados Unidos y Nueva Zelanda, así como # 1 en Australia. La canción Space age love song, también fue otro éxito de la agrupación. Con los éxitos de los singles, el álbum alcanzó el # 10 en los Estados Unidos. El álbum recibió buenas críticas en su lanzamiento.[cita requerida]
Se reconoce generalmente como un álbum conceptual sobre la abducción alienígena con las pistas siguiendo así una historia secuencial. La banda, y en particular este álbum, fueron influyentes durante la década de 1980, para su imagen (sobre su imagen, cabe destacar el peinado de Score; el más famoso y singular de la década) memorable y también por sus técnicas de producción sorprendentemente eficaces, que en un momento cosechó el respeto del legendario productor musical Phil Spector, quien en esa década llamó el álbum fenomenal.[cita requerida]
La canción D.N.A. ganó un premio Grammy en 1983 por Mejor Interpretación Instrumental Rock.

## Lista de canciones
| A Flock of Seagulls |                            |                                             |          |  |
| N.º                 | Título                     | Escritor(es)                                | Duración |  |
| 1.                  | «I Ran (So Far Away)»      | A Flock of Seagulls                         | 5:05     |  |
| 2.                  | «Space Age Love Song»      | A Flock of Seagulls                         | 3:45     |  |
| 3.                  | «You Can Run»              | Don Covay/Willie Dennis/A Flock Of Seagulls | 4:28     |  |
| 4.                  | «Don't Ask Me»             | A Flock of Seagulls                         | 2:46     |  |
| 5.                  | «Messages»                 | A Flock of Seagulls                         | 2:51     |  |
| 6.                  | «Telecommunication»        | A Flock of Seagulls                         | 2:31     |  |
| 7.                  | «Modern Love is Automatic» | A Flock of Seagulls                         | 3:49     |  |
| 8.                  | «Standing in the Doorway"» | A Flock of Seagulls                         | 4:41     |  |
| 9.                  | «D.N.A.»                   | A Flock of Seagulls                         | 2:30     |  |
| 10.                 | «Man Made»                 | A Flock of Seagulls                         | 5:58     |  |
| 39:45               |                            |                                             |          |  |

## Músicos
- Mike Score: voz principal y coros, sintetizadores y guitarra rítmica
- Paul Reynolds: guitarra principal y coros
- Frank Maudsley: bajos y coros
- Ali Score: batería

## Producción
- Producido por: Mike Howlett y Bill Nelson
- Ingenieros: Marcos Dearnley y Mike Shipley
- Masterizado por "Billbo"